# Minshuku
Een minshuku (Japans: 民宿) is in de Japanse cultuur en traditie een overnachtingsmogelijkheid voor reizigers en gasten, beperkter in diensten dan wat van een hotel verwacht kan worden. Het is een budgetversie van de Ryokan en kan vergeleken worden met een bed and breakfast. Ook kunnen het de extra kamers in een familiehuis zijn.
Het eten is doorgaans eenvoudig, dineren kan soms op afspraak en dikwijls gemeenschappelijk. De kamers hebben gewoonlijk geen eigen toilet, en de gasten moeten hun eigen beddengoed meebrengen.